# Diogenornis
Diogenornis is een geslacht van uitgestorven loopvogels uit het Paleoceen van Zuid-Amerika. Het werd beschreven in 1983 door de Braziliaanse wetenschapper Herculano Marcos Ferraz de Alvarenga op basis van fossielen gevonden in de Itaboraíformatie in het zuidoosten van Brazilië. De typesoort is Diogenornis fragilis. Hoewel hij aanvankelijk werd beschouwd als lid van de familie Opisthodactylidae, bleek uit verder onderzoek van de fossiele resten dat hij meer leek op de huidige nandoes. Volgens Gerald Mayr kan Diogenornis het beste worden beschouwd als een stamgroeplid van de Rheidae. Hij werd ongeveer twee derde zo groot als de huidige grote nandoe, met een hoogte van ongeveer 90 centimeter, vergelijkbaar met het formaat van een hedendaagse kuifseriema. Deze loopvogels had een smalle snavel en vrij grote vleugels.

## Beschrijving
Recente fylogenetische onderzoeken hebben echter een nauwere verwantschap aangetoond met Australische loopvogels, de kasuarissen en emoes. Dit kan de oorsprong en de verspreiding van deze clade opnieuw evalueren, waardoor hun verspreidingsgebied wordt uitgebreid naar het Zuid-Amerikaanse Paleoceen, ruim voor het verschijnen van Emuarius. Recente bevindingen tonen niettemin aan dat ze samenleefden met vroege nandoes, wat betekent dat de diversiteit aan loopvogels in Zuid-Amerika zeer hoog was tijdens het Paleogeen.
Diogenornis heeft een tamelijk smalle snavel, vergelijkbaar met die van de tinamoes, lithornithiden en kasuarissen, en tamelijk grote vleugels. Deze kenmerken, beide tamelijk ongespecialiseerd, lijken te wijzen op een toen recente ontwikkeling vanuit een vliegende voorouder.

## Fossiele vondsten
Fossielen van Diogenornis fragilis zijn gevonden in het Itaboraí-bekken in Brazilië en dateren uit het Laat-Paleoceen. Uit Río Chico in de Argentijnse provincie Chubut zijn vondsten van cf. Diogenornis gedaan.

## Verwantschap
Aanvankelijk werd Diogenornis geduid als een vroege nandoe, maar latere fylogenetische studies wezen op verwantschap met de Australische loopvogels. Tot 55 miljoen jaar geleden waren Zuid-Amerika en Australië via toen nog een ijsvrije Antarctica verbonden als restant van het supercontinent Gondwana.